# Мсерианц, Левон Зармайрович
Левон Зармайрович Мсерианц (встречаются также: написания имени Леон, Левой и русифицированное Леонид, написание фамилии — Мсерян) (1867—1933) — армянский филолог, литературовед, этнограф и археолог. Автор многочисленных научных трудов по армянскому языку и его диалектам, истории армянской литературы.

## Биография
Происходил из потомственных дворян; родился 21 апреля (3 мая) 1867 года в семье цензора Московского цензурного комитета Зармайра Мсеровича Мсерианца; его дедом был законоучитель Лазаревского института восточных языков Мсер Григорьевич Мсерианц.
В 1886 году с серебряной медалью окончил гимназические и специальные классы Лазаревского института восточных языков, а в 1890 году — историко-филологический факультет Московского университета (с дипломом 1-й степени). С февраля 1891 года был оставлен при университете для подготовки к профессорскому званию по кафедре сравнительного языкознания. С 1894 года — приват-доцент университета. Кроме того, с 1897 года стал читать в Лазаревском институте необязательный курс сравнительного языковедения и древнеиранских языков  в специальных классах.
В 1897 году в Санкт-Петербургском университете получил степень магистра сравнительного языковедения, а в 1901 году — степень доктора.
С января 1905 года был экстраординарным профессором в Варшавском университете, после закрытия которого в 1907 году, вновь стал читать лекции в специальных классах Лазаревского института. В августе 1908 года вернулся в Варшаву; с 1909 года — ординарный профессор. Кроме сравнительной грамматики славянских и других родственных языков он читал историю Древнего Востока для студентов 3-4 курсов. С началом Первой мировой войны, в сентябре 1914 года вернулся в Москву  и стал читать в Лазаревском институте сравнительное языковедение и санскрит продолжал читать эти курсы и в 1919 году на историко-филологическом факультете Армянского института в Москве.
Сотрудничал в Литературной энциклопедии, автор нескольких статей (подписаны Л. М. или Л. Мсерианц). Являлся действительным членом Московского археологического общества 9 (с января 1898 г., член-корреспондент с октября 1891 г.).